# Lijst van loges in Oostende
Tussen 1743 en 1760 bestonden er voor kortere of langere tijd loges. In sommige gevallen ging het om militaire loges, in andere om stichtingen van buitenlanders die zich geroepen voelden het maçonnieke licht in Oostende te laten schijnen. Dit werd op eigen initiatief ondernomen en niet vanuit bijvoorbeeld de United Grand Lodge in Londen of de Grande Loge de France in Parijs. Soms hadden initiatiefnemers elders aan logeactiviteiten deelgenomen of zich zelfstandig met vrijmetselarij beziggehouden op basis van de boekjes en pamfletten met geheimen en ritualen van de broederschap.
Het Grootoosten van België kent twee actieve loges die beiden hetzelfde tempelgebouw gebruiken in Oostende (Langestraat 112 B):
- Les Trois Niveaux (opgericht in 1748) - Franstalig
- Phoenix (1964) - Nederlandstalig

De Grootloge van België heeft één actieve loge in Oostende:
- Simon Stevin is gesticht in 1937 in Brugge, onder de obediëntie van het Grootoosten van België. In 1945 is haar zetel verlegd naar Oostende. In 1959 is de loge overgegaan naar de Grootloge van België (Stokkellaan 145).

Le Droit Humain is in Oostende vertegenwoordigd door twee loges, namelijk Vrij Onderzoek nr. 1163 en Ankh nr. 1726, die bijeenkomen in de Londenstraat.
Ten slotte heeft de Reguliere Grootloge van België sinds 2010 ook een werkplaats in Oostende, namelijk Spinoza (nr. 50).